# Glossogobius aureus
Glossogobius aureus är en fiskart som beskrevs av Akihito och Meguro, 1975. Glossogobius aureus ingår i släktet Glossogobius och familjen smörbultsfiskar. IUCN kategoriserar arten globalt som livskraftig. Inga underarter finns listade i Catalogue of Life.